# George Ross
George Ross (Londres, 1 de janeiro de 1877 — Londres, 28 de agosto de 1945) foi um ginasta britânico que competiu em provas de ginástica artística pela nação.
Ross é o detentor de uma medalha olímpica, conquistada na edição de 1912, nos Jogos de Estocolmo. Na ocasião, foi o medalhista de bronze da prova coletiva ao lado de seus 22 companheiros de equipe, quando foi superado pelas seleções da Itália e Hungria, primeira e segunda colocadas respectivamente.